# حوزه انتخابیه بیست‌وسوم تگزاس
حوزه انتخابیه بیست‌وسوم تگزاس یک حوزه انتخابیه مجلس نمایندگان آمریکا است که در ایالت تگزاس قرار دارد.